# Vĩnh Điện (Quảng Nam)
Vĩnh Điện is een thị trấn en tevens de hoofdplaats in het district Điện Bàn, een van de districten in de Vietnamese provincie Quảng Nam.
Een belangrijke verkeersader in Vĩnh Điện is de Quốc lộ 1A. De Vĩnh Điện stroomt door Vĩnh Điện.